# Öhningen

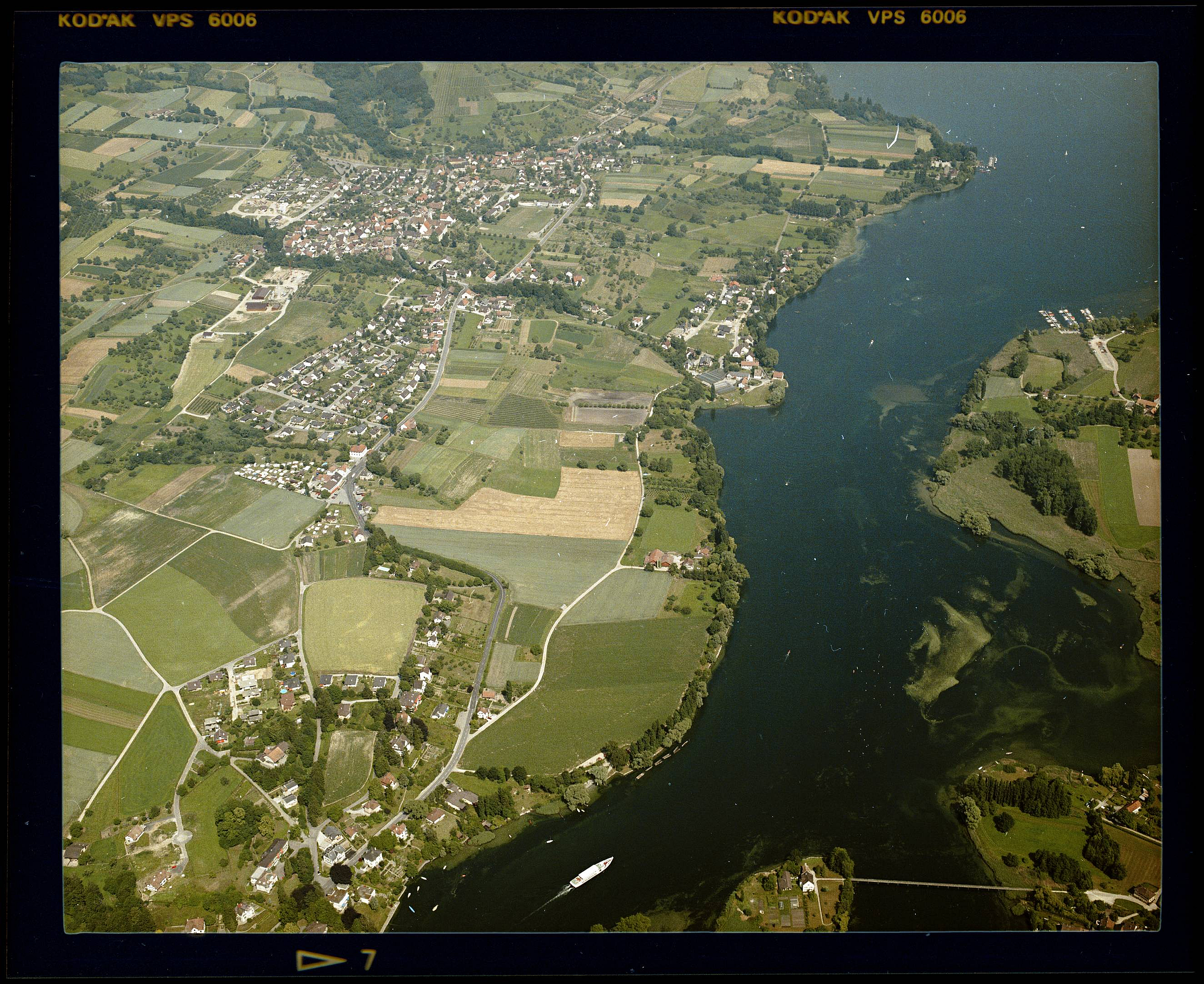
Luftbild von Öhningen (1984)

Die Gemeinde Öhningen ist ein staatlich anerkannter Erholungsort im Landkreis Konstanz in Baden-Württemberg in Deutschland direkt an der Grenze zur Schweiz.

## Geographie

### Geographische Lage
Öhningen liegt nahe der Schweizer Grenze am äußersten Westzipfel des Bodensees, dem so genannten Untersee, und ist die größte Gemeinde der Halbinsel Höri.

### Nachbargemeinden
An die Gemeinde schließt sich östlich die Gemeinde Gaienhofen an, nördlich die Gemeinden Moos und Singen und westlich die schweizerischen Gemeinden Hemishofen und Stein am Rhein. Die südliche Gemeindegrenze wird vom Ufer des Untersees gebildet.

### Gemeindegliederung
Zur Gemeinde Öhningen mit den ehemaligen Gemeinden Schienen und Wangen gehören 35 Dörfer, Weiler, Höfe und Häuser. Zu Öhningen in den Grenzen von 1974 gehörten das Dorf Öhningen mit Endorf, Ennetbruck, die Weiler Kattenhorn (mit Schloss Kattenhorn) und Stiegen, die Höfe Aspenhof, Bruderhof, Elmenhof, Kreuzhof, Litzelhauserhöfe, Riedernhöfe und Stuttgarterhof und die Häuser Oberstaad und Waldheim.
Im Gemeindegebiet von 1974 lagen die Wüstungen Kressenberg oder Özenberg und Sitternhof.
Zu Schienen gehörten das Dorf Schienen und die Höfe Auf dem Berg, Brandhof, Bühlarz, Fehlhaldenhof, Ferdinandslust (Höhe), Längehof, Oberbühlhof, Oberschrotzburg, Sandhof, Schorenhof, Stucken, Unterbühlhof, Unterschrotzburg (Buchhaldenhof) und Wieshof. Im Gebiet der ehemaligen Gemeinde Schienen lag die abgegangene Burg Schrotzburg sowie ein abgegangenes Schloss zu Unterbühl.
Zu Wangen gehörten die Ortschaft Wangen-Dorf, Schloss und Gehöft Marbach, die Höfe Langenmoos, Ober-Salenhof und Unter-Salenhof und die Häuser Blanhof, Wangen-West und Ziegelhof. Im Gebiet der ehemaligen Gemeinde Wangen liegen die Wüstungen Dürrenmühle, Hofen und Wibelspüren.

## Geschichte
Der Wangener Kaspar Löhle fand 1811 Steinbeile und Pfahlstümpfe am Seeufer bei Wangen, die erst später (ab 1854/56) mit Überresten von menschlichen Siedlungen in Verbindung gebracht werden. Moderne Pfahlbau-Archäologen fanden noch weitere Kulturschichten, unter anderem der Horgener Kultur (3300–3000 v. Chr.) und der Schnurkeramikkultur (2700–2600 v. Chr.), und aus der frühen bis späten Bronzezeit (1600–800 v. Chr.). Die Funde sind im Museum Fischerhaus in Wangen ausgestellt. Öhningen wurde erstmals 788 in einer Schenkungsurkunde des Klosters St. Gallen zusammen mit Weiterdingen erwähnt. Der Schenker Iringus übereignete „zum Heil seiner Seele“ alles, was er in Öhningen besaß, dem Kloster St. Gallen.

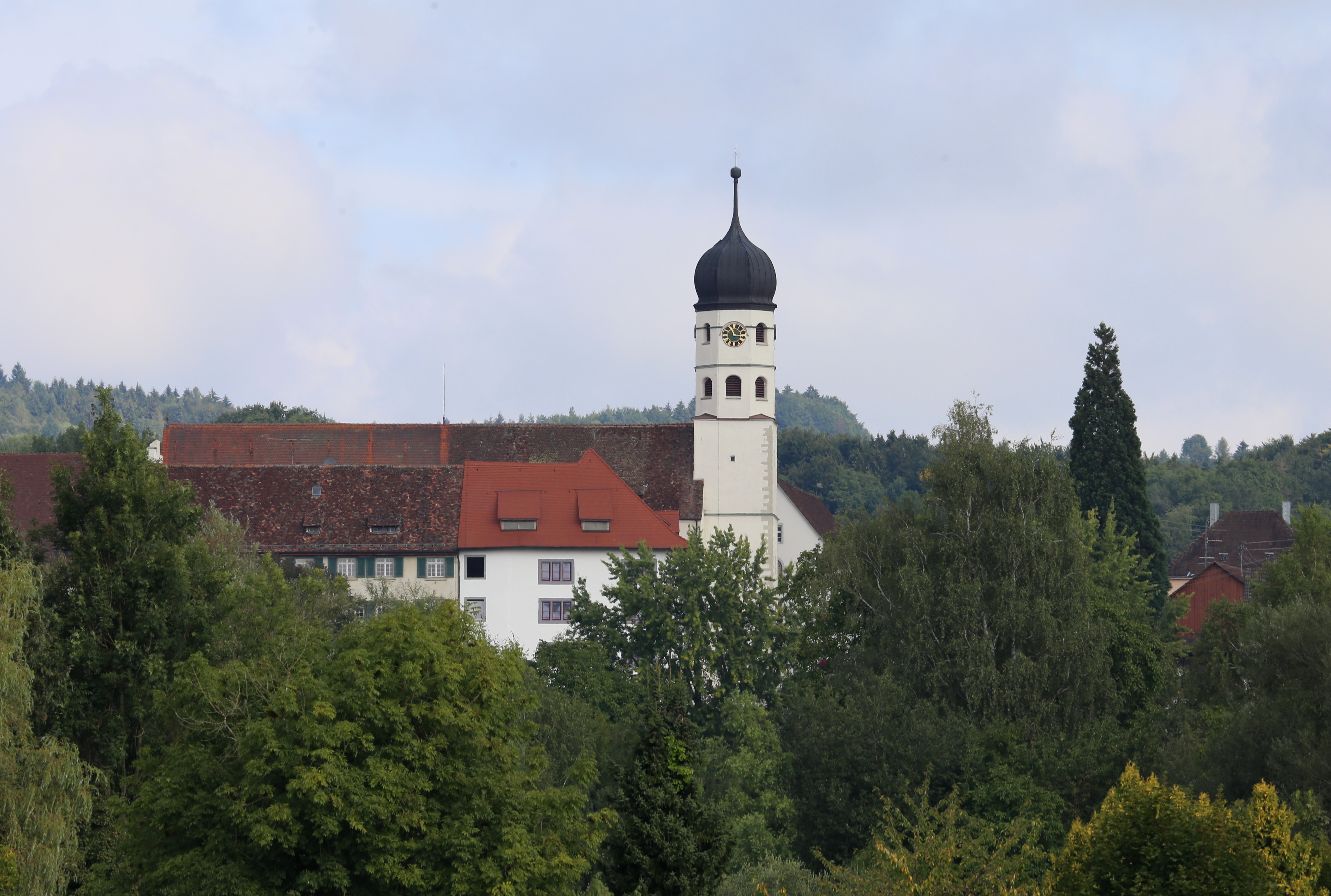
St. Hippolyt und Verena Öhningen

Zu Ehren der Heiligen Peter, Paul und Hippolyt stiftete 965 Graf Kuno von Öhningen ein Benediktinerkloster in Öhningen und übertrug ihm eine beachtliche Grundausstattung mit Besitzungen in vielen Orten des Hegau. Die Urkunde von 965, mit der Kaiser Otto I. angeblich die Stiftung Öhningens bestätigte, ist wahrscheinlich in allen Teilen eine Fälschung des 12. Jahrhunderts. Öhningen ist eines der vielen frühen Klöster an Rhein und Untersee, die diese Region zu einem Zentrum des geistlichen, aber auch künstlerischen, wirtschaftlichen und politischen Lebens jener Zeit machten. Die Propstei wurde 1378 mit Augustiner-Chorherren besetzt, die bis zur Aufhebung des Klosters 1805 in Öhningen blieben. 1395 wurde die Burg Oberstaad erstmals urkundlich nachgewiesen. Ein Bürgermeister trat 1766 urkundlich auf. 1497 tagte erstmals ein Gemeindeparlament, das mit je zwölf Personen von der Herrschaft und der Bürgerschaft von Öhningen besetzt war. Die Gemeinde besaß später (1802) ein Rathaus im Endorf, das auch die Schule enthielt. Im 17. Jahrhundert ließen sich jüdische Familien in Wangen nieder, woraus sich eine jüdische Gemeinde entwickelte, die bis auf 233 Mitglieder (1865) anstieg und einen eigenen Friedhof und eine Synagoge besaß. Letztere wurde in der Pogromnacht 1938 von den Nationalsozialisten zerstört. 1940 wurden sieben Wangener Juden deportiert, von denen nur zwei befreit werden konnten.
Das jetzige Rathaus wurde 1650 als Sitz des bischöflichen Obervogts in Öhningen gebaut. Der Raßlerische Vertrag, der die Seemitte als Grenze zur Schweiz festlegte, wurde 1684 abgeschlossen. Der größte Teil des Schiener Berges wurde 1954 Landschaftsschutzgebiet. Die evangelische Höripfarrei wurde gegründet, nachdem es protestantische Gläubige schon seit 1818 im Ort gegeben hatte. Früher diente das Gastzimmer im Schönblick als Gottesdienstraum. Die evangelische Petruskirche in Kattenhorn wurde 1959 geweiht. Die heutige Gemeinde Öhningen entstand am 1. Januar 1975 durch die Vereinigung der früher selbständigen Gemeinden Öhningen und Wangen und die Eingemeindung von Schienen. Das Gemeindegebiet umfasst 2818 Hektar. Am 2. Januar fand die erste Sitzung des neuen Gemeinderates statt. Am 7. April wurde Hermann Lohner als Bürgermeister der neuen Gemeinde verpflichtet. Die renovierte Pfarrkirche von Öhningen wurde festlich eingeweiht. Im Herbst wurde der Kindergarten Schienen eröffnet. Die neue Gemeinde erhielt 1976 ein neues Gemeindewappen, das aus einer Kombination der Wappen der früheren Gemeinden besteht. 1984 begann die erste Kontaktaufnahme mit dem französischen Ort Mérinchal, aus der sich eine lebendige Partnerschaft entwickelte. Die Bruderschaftskapelle in Öhningen wurde renoviert. Der Ortskern von Öhningen wurde 1999 unter Denkmalschutz gestellt. 2004 wurde das renovierte Rathaus in Öhningen eingeweiht.

## Religionen
Die Mehrheit der Bewohner ist römisch-katholisch, wie vier Kirchen in der Gemeinde belegen. Wohl auch wegen der Zugehörigkeit Öhningens zum Hochstift Konstanz ist die Reformation lange an der Gemeinde vorbeigegangen; erst 1959 wurde die evangelische Petruskirche in Kattenhorn geweiht. Sie verfügt über drei Fenster, die der Künstler Otto Dix, der im Nachbarort Hemmenhofen lebte, gestaltet hat. Für die geistliche Versorgung der evangelischen Christen ist die Gemeinde in Gaienhofen verantwortlich, die neuapostolischen Gläubigen werden von Gailingen am Hochrhein aus betreut. Die jüdische Gemeinde, die im 17. Jahrhundert entstanden war, und die Synagoge wurden in der NS-Zeit vernichtet.

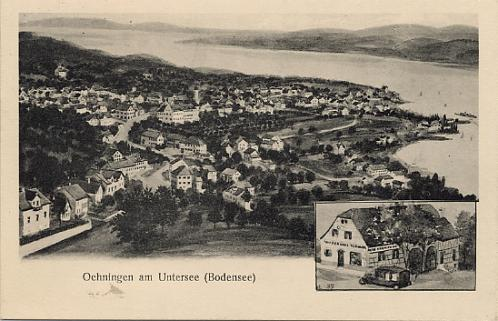
Öhningen um 1900

## Politik

### Verwaltungsverband
Die Gemeinde ist Mitglied im Gemeindeverwaltungsverband Höri mit Sitz in Gaienhofen.

### Gemeinderat
Der Gemeinderat in Öhningen besteht aus den 14 gewählten ehrenamtlichen Gemeinderäten und dem Bürgermeister als Vorsitzendem. Der Bürgermeister ist im Gemeinderat stimmberechtigt.
Die Kommunalwahl am 9. Juni 2024 führte zu folgendem Endergebnis.
| Parteien und Wählergemeinschaften | Parteien und Wählergemeinschaften           | % 2024  | Sitze 2024 | % 2019 | Sitze 2019 | Kommunalwahl 2024 %403020100 33,45 %19,63 %10,22 %15,47 %14,92 %6,31 %n. k. % CDUFBLNÖSWNLIGWGrüneOBFGewinne und Verlusteim Vergleich zu 2019 %p 20 15 10 5 0 −5−10−15−20−25−0,85 %p+0,23 %p−13,68 %p+15,47 %p+14,92 %p+6,31 %p−22,4 %pCDUFBLNÖSWNLIGWGrüneOBF |
| CDU                               | Christlich Demokratische Union Deutschlands | 33,45   | 5          | 34,3   | 5          | Kommunalwahl 2024 %403020100 33,45 %19,63 %10,22 %15,47 %14,92 %6,31 %n. k. % CDUFBLNÖSWNLIGWGrüneOBFGewinne und Verlusteim Vergleich zu 2019 %p 20 15 10 5 0 −5−10−15−20−25−0,85 %p+0,23 %p−13,68 %p+15,47 %p+14,92 %p+6,31 %p−22,4 %pCDUFBLNÖSWNLIGWGrüneOBF |
| FBL                               | Freie Bürgerliste                           | 19,63   | 3          | 19,4   | 3          | Kommunalwahl 2024 %403020100 33,45 %19,63 %10,22 %15,47 %14,92 %6,31 %n. k. % CDUFBLNÖSWNLIGWGrüneOBFGewinne und Verlusteim Vergleich zu 2019 %p 20 15 10 5 0 −5−10−15−20−25−0,85 %p+0,23 %p−13,68 %p+15,47 %p+14,92 %p+6,31 %p−22,4 %pCDUFBLNÖSWNLIGWGrüneOBF |
| NÖSW                              | Netzwerk Öhningen-Schienen-Wangen           | 10,22   | 1          | 23,9   | 3          | Kommunalwahl 2024 %403020100 33,45 %19,63 %10,22 %15,47 %14,92 %6,31 %n. k. % CDUFBLNÖSWNLIGWGrüneOBFGewinne und Verlusteim Vergleich zu 2019 %p 20 15 10 5 0 −5−10−15−20−25−0,85 %p+0,23 %p−13,68 %p+15,47 %p+14,92 %p+6,31 %p−22,4 %pCDUFBLNÖSWNLIGWGrüneOBF |
| NL                                | Neue Liste                                  | 15,47   | 2          | –      | –          | Kommunalwahl 2024 %403020100 33,45 %19,63 %10,22 %15,47 %14,92 %6,31 %n. k. % CDUFBLNÖSWNLIGWGrüneOBFGewinne und Verlusteim Vergleich zu 2019 %p 20 15 10 5 0 −5−10−15−20−25−0,85 %p+0,23 %p−13,68 %p+15,47 %p+14,92 %p+6,31 %p−22,4 %pCDUFBLNÖSWNLIGWGrüneOBF |
| IGW                               | Initiative Gegenwind                        | 14,92   | 2          | –      | –          | Kommunalwahl 2024 %403020100 33,45 %19,63 %10,22 %15,47 %14,92 %6,31 %n. k. % CDUFBLNÖSWNLIGWGrüneOBFGewinne und Verlusteim Vergleich zu 2019 %p 20 15 10 5 0 −5−10−15−20−25−0,85 %p+0,23 %p−13,68 %p+15,47 %p+14,92 %p+6,31 %p−22,4 %pCDUFBLNÖSWNLIGWGrüneOBF |
| GRÜNE                             | Bündnis 90/Die Grünen                       | 6,31    | 1          | –      | –          | Kommunalwahl 2024 %403020100 33,45 %19,63 %10,22 %15,47 %14,92 %6,31 %n. k. % CDUFBLNÖSWNLIGWGrüneOBFGewinne und Verlusteim Vergleich zu 2019 %p 20 15 10 5 0 −5−10−15−20−25−0,85 %p+0,23 %p−13,68 %p+15,47 %p+14,92 %p+6,31 %p−22,4 %pCDUFBLNÖSWNLIGWGrüneOBF |
| OBF                               | Offenes Bürgerforum                         | –       | –          | 22,4   | 3          | Kommunalwahl 2024 %403020100 33,45 %19,63 %10,22 %15,47 %14,92 %6,31 %n. k. % CDUFBLNÖSWNLIGWGrüneOBFGewinne und Verlusteim Vergleich zu 2019 %p 20 15 10 5 0 −5−10−15−20−25−0,85 %p+0,23 %p−13,68 %p+15,47 %p+14,92 %p+6,31 %p−22,4 %pCDUFBLNÖSWNLIGWGrüneOBF |
| gesamt                            | gesamt                                      | 100,0   | 14         | 100,0  | 14         | Kommunalwahl 2024 %403020100 33,45 %19,63 %10,22 %15,47 %14,92 %6,31 %n. k. % CDUFBLNÖSWNLIGWGrüneOBFGewinne und Verlusteim Vergleich zu 2019 %p 20 15 10 5 0 −5−10−15−20−25−0,85 %p+0,23 %p−13,68 %p+15,47 %p+14,92 %p+6,31 %p−22,4 %pCDUFBLNÖSWNLIGWGrüneOBF |
| Wahlbeteiligung                   | Wahlbeteiligung                             | 72,75 % | 72,75 %    | 68,2 % | 68,2 %     | Kommunalwahl 2024 %403020100 33,45 %19,63 %10,22 %15,47 %14,92 %6,31 %n. k. % CDUFBLNÖSWNLIGWGrüneOBFGewinne und Verlusteim Vergleich zu 2019 %p 20 15 10 5 0 −5−10−15−20−25−0,85 %p+0,23 %p−13,68 %p+15,47 %p+14,92 %p+6,31 %p−22,4 %pCDUFBLNÖSWNLIGWGrüneOBF |

### Bürgermeister
Bürgermeister der Gemeinde Öhningen ist seit 1998 Andreas Schmid (CDU). Er wurde 2006, 2014 und 2022 wiedergewählt.

### Wappen
| Wappen der Gemeinde Öhningen | Blasonierung: „Halbgespalten und geteilt; oben vorn zeigt es in Gold (Gelb) eine rote Krone mit drei Zinken mit Blättern, hinten in Rot ein goldener (gelber) Stern, unten von Silber (Weiß) und Blau zu zwölf Plätzen geschacht.“ |
| Wappen der Gemeinde Öhningen | Wappenbegründung: Die Gemeinde wurde am 1. Januar 1975 durch Vereinigung von Öhningen und Wangen und gleichzeitige Eingemeindung von Schienen gebildet. Das Wappen, das am 28. Oktober 1976 mit der Flagge vom Landratsamt Konstanz verliehen wurde, setzt sich aus Motiven der Wappen der Ortsteile zusammen. Dabei stammt die Krone, hier in farblicher Umkehrung, aus dem Wappen der Herren von Öhningen, das die alte Gemeinde Öhningen seit 1904 als Gemeindewappen verwendete. Der Stern ist dem Wappen von Schienen entnommen, welches dem Wappen der Herren von Schienen, der Ortsherren bis 1637, entspricht. Das geschachte Feld schließlich bildet die untere Hälfte des Wappens der Herren von Marbach, der Vorgänger der Freiherren von Ulm zu Erbach als Ortsherren über Wangen. Dieses Wappen wurde 1663 dem ulmschen Stammwappen hinzugefügt und von Wangen seit 1904 als Gemeindewappen geführt. |

Wappen der ehemals eigenständigen Gemeinden

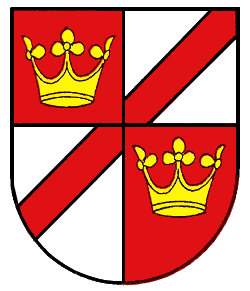
Öhningen
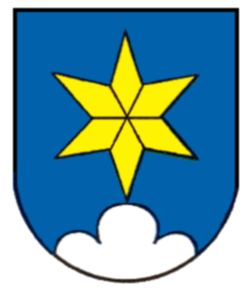
Schienen
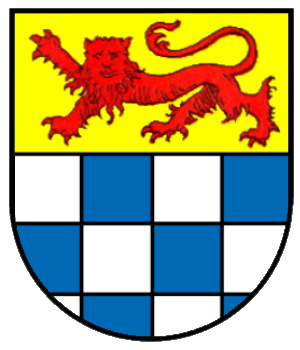
Wangen

### Gemeindepartnerschaften
- Mérinchal (Frankreich)
- Sornzig (seit 1994 Sornzig-Ablaß, 2011 eingemeindet nach Mügeln in Sachsen).[9]

## Kultur und Sehenswürdigkeiten

### Museum

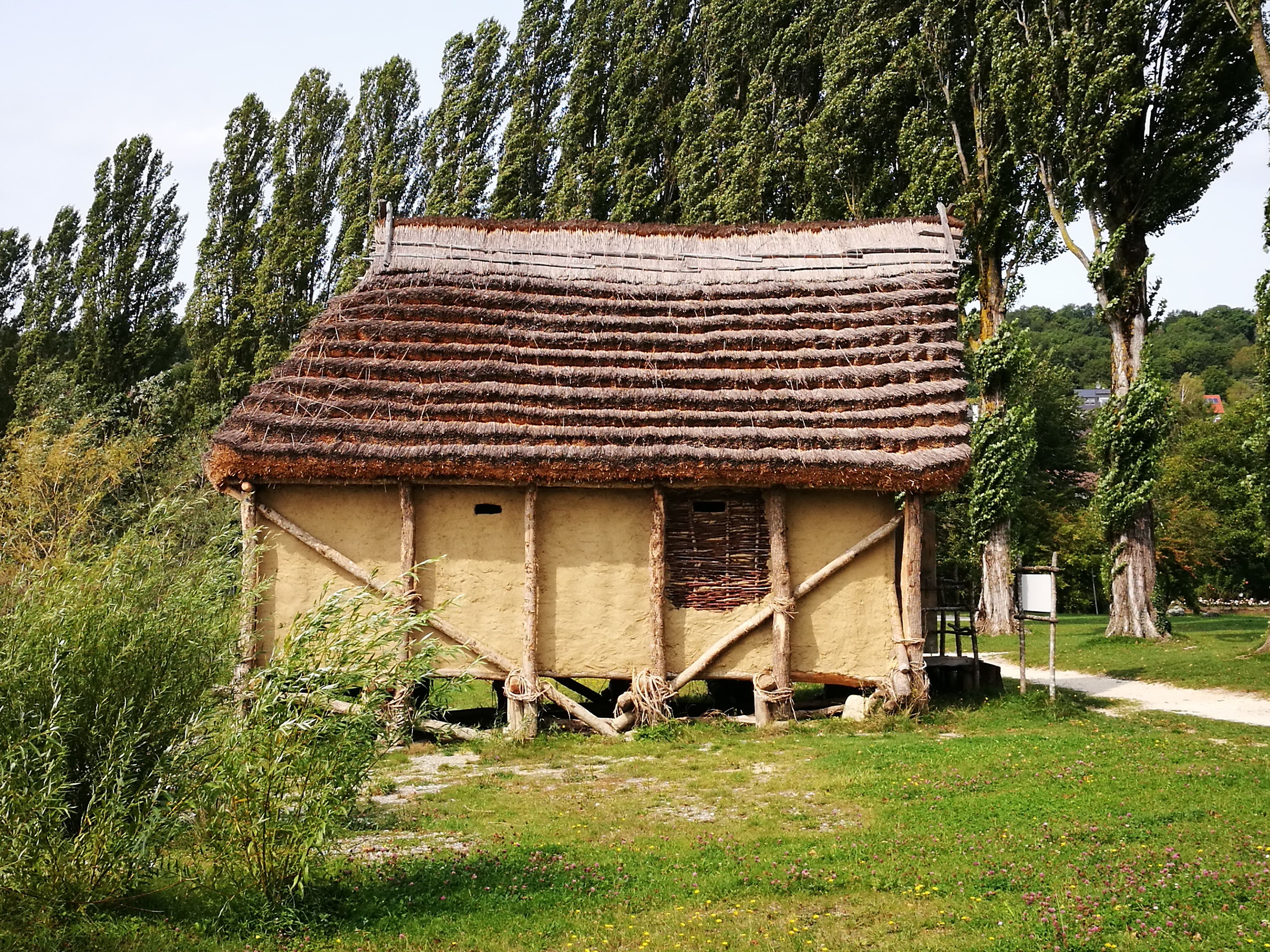
Rekonstruktion Pfahlbauhaus

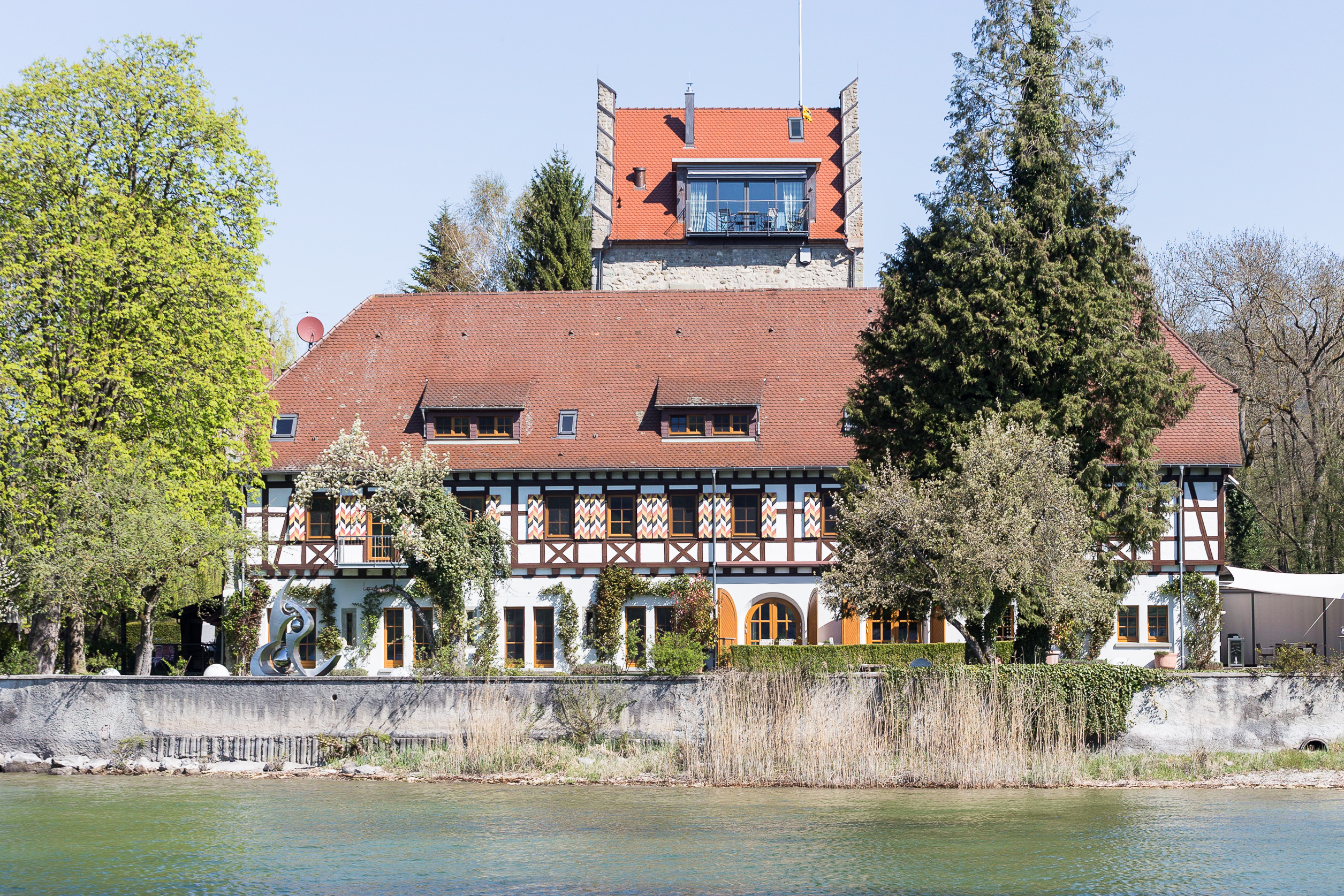
Schloss Oberstaad (Jacques-Schiesser-Haus) in Oehningen

Das Museum Fischerhaus im Ortsteil Wangen und ein nachgebildetes Pfahlbauhaus geben einen Überblick zum UNESCO-Weltkulturerbe Prähistorische Pfahlbauten um die Alpen und zu Fossilfunden in Öhningen.
Der Fund eines versteinerten Riesensalamanders Andrias scheuchzeri aus Öhningen ging in die Geschichte der Paläontologie ein, weil ihn der Zürcher Stadtarzt Johann Jakob Scheuchzer 1726 als Skelettrest eines in der biblischen Sintflut ertrunkenen Menschen fehl deutete.
- Siehe auch: Fossillagerstätte Öhningen

### Naturdenkmal Verrucano-Findling
Der 2002 im Gewann Sittern beim Linsenbühlhof bei Öhningen gefundene Findling aus Verrucano-Gestein gehörte vor zehn bis hundert Millionen Jahren noch zur Nordwand der afrikanischen Gondwana-Krustenplatte, bevor er im Zuge der Kontinentalverschiebung nach Mittelbünden bewegt und in der Eiszeit vor 25.000 Jahren durch den Rheingletscher nach Öhningen verfrachtet wurde.

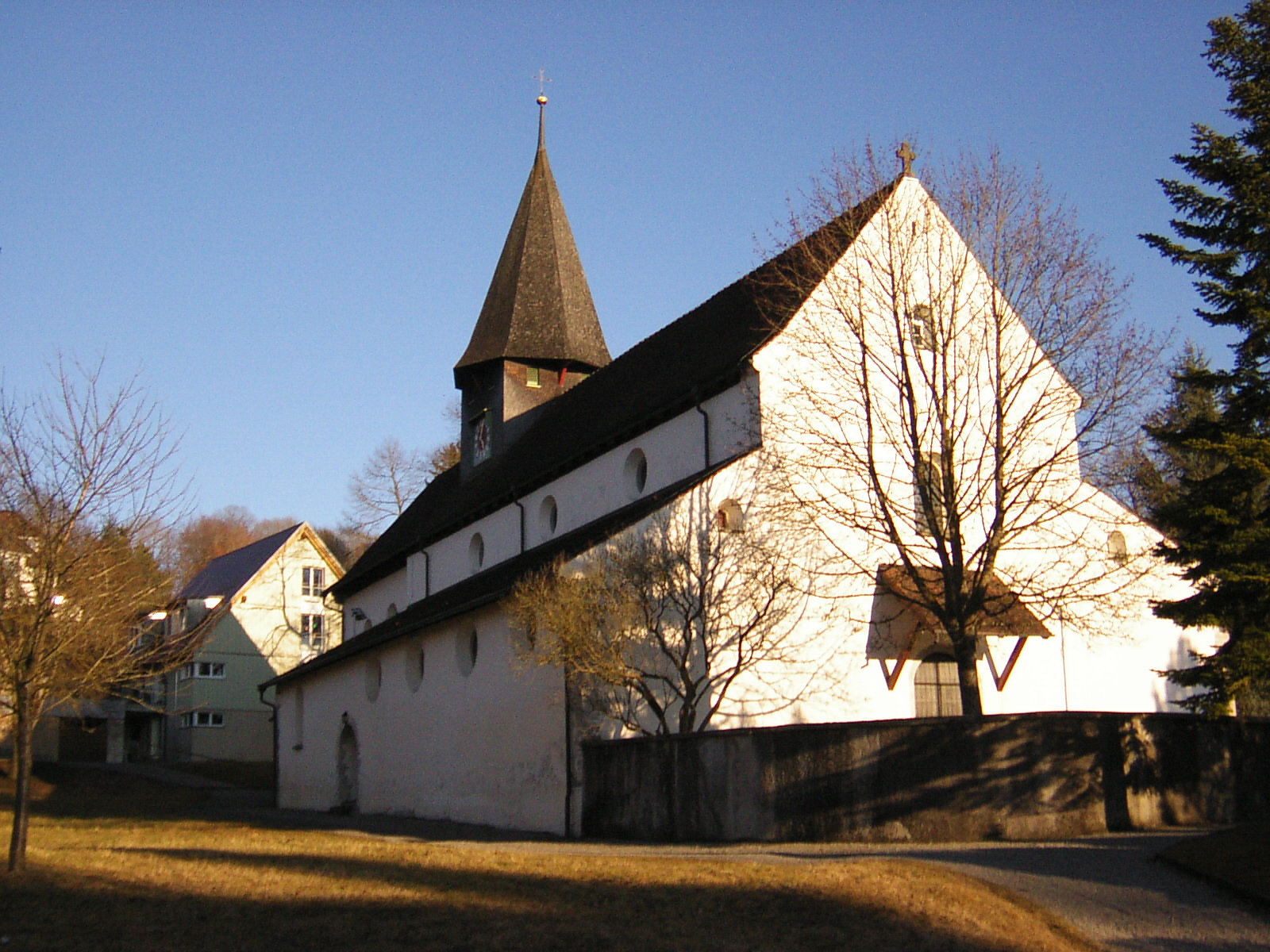
Pfarr- und Wallfahrtskirche St. Genesius in Schienen

### Ehemaliges Kloster Öhningen
Die Kirche und der Klosterbau des Augustinerchorherren-Stiftes entstammen im Wesentlichen dem 17. Jahrhundert. Die Kirche ist heute die Pfarrkirche St. Hippolyt und Verena.

### Genesiuskirche Schienen
Frühromanische Kirche des ehemaligen Klosters Schienen

## Wirtschaft und Infrastruktur

### Bildung
Öhningen verfügt über eine Grundschule. Daneben bestehen noch zwei kommunale und ein römisch-katholischer Kindergarten.

### Verkehr
Der Bodensee-Radweg umrundet als Fernradweg den Bodensee und führt dabei durch die Gemeinde Öhningen. Er ist hier zugleich ein Teil der Eurovelo-Routen 6 (Atlantik – Schwarzes Meer) und 15 (Rheinradweg) sowie der D-Routen 6 (Donau-Route) und 8 (Rhein-Route).
Auch der Wanderweg Bodensee-Rundweg führt durch die Gemeinde.

## Persönlichkeiten

### Ehrenbürger
- Hermann Lohner (1928–1998), Bürgermeister von Öhningen; Lohner wurde 1988 anlässlich seiner Verabschiedung in den Ruhestand die Freiherr-vom-Stein-Medaille durch den Gemeindetag Baden-Württemberg verliehen, 1989 wurde er zum Ehrenbürger ernannt; der Hermann-Lohner-Weg wurde nach ihm benannt.
- Herbert Quandt (1910–1982), Unternehmer
- Eberhard Ratzel (1934–2011), Bürgermeisterstellvertreter[13]
- Otto Wiedenmaier (1920–2012), Bürgermeister von Schienen[13]

### Söhne und Töchter der Gemeinde
- Carl Diez (1877–1969), Politiker (ZENTRUM, BCSV), MdR, Mitglied des badischen Staatspräsidiums
- Jacob Picard (1883–1967), Dichter des deutschen Landjudentums
- Hermann Bosch (1891–1916), Fußballnationalspieler
- Klaus Klemm (* 1942), Erziehungswissenschaftler
- Florian Schneider-Esleben (1947–2020), Musiker, Mitglied der Band Organisation (1969), dann Kraftwerk (1970–2009)

### Mit Öhningen verbundene Persönlichkeiten
- Fritz Stotmeister (1927–2022), deutscher Unternehmer (Sto)